# Melbourne City Women's Football Club
El Melbourne City Women's Football Club es un club de fútbol femenino australiano con sede en Melbourne. Es la sección femenina del Melbourne City FC de la A-League masculina. Fue fundado en el 2015 y juega en la A-League Women, máxima categoría del fútbol femenino en Australia. Juega como local en el Casey Fields, con una capacidad para 2.000 espectadores, y en el  AAMI Park con un aforo de 30.035 personas.

## Historia
La sección fue fundada en 2015 tras la adquisición del club (antes denominado Melbourne Heart) por el City Football Group, que ya había invertido en el Manchester City femenino un año antes.

## Temporadas
| Temporada | Posición | Eliminatorias |
| --------- | -------- | ------------- |
| 2015-16   | 1.º      | Campeón       |
| 2016-17   | 4.º      | Campeón       |
| 2017-18   | 4.º      | Campeón       |
| 2018-19   | 5.º      | -             |
| 2019-20   | 1.º      | Campeón       |
| 2020-21   | 7.º      | -             |
| 2021-22   | 2.º      | Prefinal      |
| 2022-23   | 3.º      | Semifinales   |
| 2023-24   | 1.º      | Subcampeón    |